# انتقال‌دهنده اسید آمینه
انتقال‌دهنده اسید آمینه (انگلیسی: Amino acid transporter) یک پروتئین انتقال غشاء است که مسئول انتقال اسیدهای آمینه می باشد. این پروتئین، عضوی از خانوادهٔ حامل‌های محلول در آب است.
اصولاً همهٔ انتقال‌دهنده‌های اسید آمینه نقش اساسی در جذب مواد مغذی، تولید انرژی، متابولیسم‌های شیمیایی، سم‌زدایی و چرخهٔ بازیافت پیام‌رسان‌های عصبی ایفا می‌کنند.
انتقال‌دهنده آمینواسیدی مهاری وزیکولی (VIAAT) مسئول ذخیره‌سازی گابا و گلیسین در وزیکول‌های سیناپسی نورونی است.

## پروتئین‌های حاوی ایندومِـین
- SLC32A1
- SLC36A1
- SLC36A2
- SLC36A3
- SLC36A4
- SLC38A1
- SLC38A2
- SLC38A3
- SLC38A4
- SLC38A5
- SLC38A6